# Han Seung-soo
Han Seung-soo (kor. 한승수, ur. 28 grudnia 1936 w Gangwon) – koreański dyplomata i polityk, premier Korei Południowej od 29 lutego 2008 do 28 września 2009, przewodniczący Zgromadzenia Ogólnego ONZ w latach 2001–2002.

## Edukacja
Han w 1960 ukończył studia licencjackie na Uniwersytecie Yonsei w Seulu. W 1963 uzyskał stopień magistra na Seulskim Uniwersytecie Narodowym. W 1968 uzyskał tytuł doktora nauk ekonomicznych na University of York w Wielkiej Brytanii. W trakcie swojej kariery naukowej zajmował wiele różnych stanowisk na uczelniach w Korei Południowej oraz na wyspach brytyjskich.

## Kariera dyplomatyczna i polityczna
W 1988 Han Seung-soo został wybrany po raz pierwszy do Zgromadzenia Narodowego Korei Południowej. Od 1993 do 1994 był ambasadorem w Stanach Zjednoczonych. W latach 1994–1995 zajmował stanowisko szefa kancelarii prezydenta Kima Young-sama. W latach 1996–1997 był wicepremierem i ministrem finansów.
W kwietniu 2001 został mianowany ministrem spraw zagranicznych Korei Południowej i funkcję tę pełnił do 2002. We wrześniu 2001 został wybrany przewodniczącym Zgromadzenia Ogólnego ONZ. 10 grudnia 2001 w imieniu ONZ odbierał Pokojową Nagrodę Nobla z rąk króla Norwegii Haralda V. Po zakończeniu kadencji przewodniczącego w 2002, powrócił do krajowej polityki i został wybrany w skład Zgromadzenia Narodowego Korei Południowej.
W 2006 bez powodzenia ubiegał się o stanowisko sekretarza generalnego OECD (obok m.in. Marka Belki). Nominację uzyskał jednak Meksykanin José Ángel Gurría.
1 maja 2007 Han Seung-soo został mianowany jednym z trojga specjalnych wysłanników do spraw zmian klimatycznych sekretarza generalnego ONZ Ban Ki-moona.
28 stycznia 2008 prezydent elekt Lee Myung-bak ogłosił, iż Han seung-soo obejmie urząd premiera w jego przyszłym gabinecie. 29 lutego 2008 parlament zatwierdził jego nominację na stanowisko szefa rządu. W głosowaniu, jego kandydaturę Hana Seung-soo poparło 270 posłów, a 94 było przeciw. Opozycyjna liberalna Zjednoczona Partia Demokratyczna, która uważała jego kandydaturę za nieodpowiednią, spowodowała odroczenie zaprzysiężenia, które początkowo miało odbyć się 25 lutego 2008. Jednak ostatecznie, po wycofaniu nominacji dla trzech kontrowersyjnych ministrów, nie zagłosowała przeciw kandydaturze premiera elekta.
28 września 2009 na stanowisku premiera zastąpił go Chung Un-chan.